# ريغي دان
ريغي دان (بالإنجليزية: Reggie Dunn)‏ هو لاعب كرة قدم أمريكية أمريكي، ولد في 5 يناير 1989 في كومبتون في الولايات المتحدة.

## وصلات خارجية
- ريغي دان على موقع مرجع كرة القدم المحترفة.كوم (الإنجليزية)